# 愛の戦士ヘッドロココ
『愛の戦士ヘッドロココ』（あいのせんしヘッドロココ）は、藤井みどりによる日本の漫画。ロッテより販売のシールつきお菓子『ビックリマン』を題材にした少女漫画作品である。途中掲載誌の移動にあたり、『愛の戦士ヘッドロココ 天と星の伝説（レジェンド）』に改題している。

## 概要
天使ヘッドロココと悪魔ワンダーマリアの恋愛を描いた作品で小学館の少女向け児童漫画誌『ぴょんぴょん』で連載。『ぴょんぴょん』の休刊後、『愛の戦士ヘッドロココ 天と星の伝説（レジェンド）』と改題し、同誌の吸収先となった『ちゃお』で連載を継続した。
単行本はてんとう虫コミックス版が全7巻、後にブッキングから全3巻で復刊。また、連載中にポニーキャニオンからイメージアルバムも発売された。

## ストーリーと世界観
初めは『ぴょんぴょん』に短期連載として掲載された。その評判を受け、後に改めて連載が開始され長期にわたって描かれることになる。
単行本では短期連載を「PART1」、後の長期連載を「PART2」として連続して収録しているが、キャラクターの性格も異なり別の作品として描かれており、「PART1」ではヒーロー・ヘッドロココが助けようとする清楚なヒロインはかぐやであり、マリアはライバルとして登場する。
その後『ぴょんぴょん』休刊まで数年に渡り連載が続く「PART2」は、活発な魅力を持つマリアをヒロインとしたラブストーリーである。ヒーローがロココである点は変わらない。
「PART1」を含めて、本作の初期はシールから継承したビックリマン的世界観を色濃く持つが、長期連載でシールにはないオリジナルキャラであるウォルフカイザーが登場したあたりから、キャラクターの衣装なども変化をはじめ、作者が当時趣味としていた宝塚歌劇団の影響を受けた豪華なドレスや華美な意匠が目立ち始める。
『ぴょんぴょん』廃刊後に『ちゃお』で連載された『愛の戦士ヘッドロココ 天と星の伝説（レジェンド）』は「PART2」の続編だが、掲載誌の性質に合わせ、出番が多くなっていたマリアを主人公とした。デコレイティブな衣装や建築は変わらないが、絵柄は『ぴょんぴょん』よりも高めの年齢層の『ちゃお』に合わせたものに変化した。その後、ビックリマンシールの現行シリーズであった『スーパービックリマン』の販売終了とほぼ同時期に、連載は数ヶ月で終了する。
連載終了後、『ちゃお』増刊にて本編より数年後を舞台とし、ロココとマリアの娘ノアルシールを主人公にしたエピソードを描いた番外編「幸せの国の輪舞」が掲載された。

## 登場人物

### 次界探索隊
ヘッドロココ
本作の主人公。幸せの新天地、「次界」を目指して旅する一団のリーダーで、天使の王・スーパーゼウスの孫。純粋な心を持ち、苦難にも屈しない強い意志を持ち合わせるが、超が付くほどのお人よし。それゆえ、トラブルに巻き込まれることも少なくない。方向音痴であるため、祖父から道に迷った時に使う聖なる小枝を常に持ち合わせている。料理の才能は皆無。幼名は聖フェニックス、通称：フェニー。マリアを愛するが故、現在の戦争に対し深い疑問を持つ。のちにマリアの父ルシファーに悪魔王の証である剣を授かる。
ワンダーマリア
天使ロココを愛する天魔界の王女。幼名はサタンマリア、通称：マリー。天才的な家事の腕前で、料理の腕だけで相手を説得する特技がある。しばしば彼女の腕前に翻弄される天使・悪魔・お守りは少なくない。
神帝
ヘッドロココの旅の仲間。ヤマト神帝、牛若神帝、神帝男ジャック、神帝フッド、神帝ピーター、一本釣神帝、アリババ神帝の計7人。揃ってコロコロした子供。料理音痴なロココに代わり、家事や食事などもこなす。番外編『幸せの国の輪舞』では次界の王となったロココの一番の部下として、青年の姿で登場した。

### 天地球
愛然かぐや
天地球の女神。ロココを愛するという意味でマリアのライバルでもあるが、よき友でもある。

### 天魔界
ノア
マリアの母で天魔界の女王。悪魔の宿敵である天使（ロココ）とマリアの関係に強く反対する。
スーパーデビル
ノアと天魔界を二分する悪魔。しかしストーリーが進むに連れて天魔界の主導権をノアの一族が握るようになり、番外編『愛のメモワール』ではかつてマリアの父・王ルシファの臣下であったという設定となった。女装が似合う。愛然かぐやと結婚しようとした。
魔魂プタゴラトン
幼少期からのマリアの家庭教師。ノアの命によりマリアを連れて帰ろうとしたが、愛の泉の門番によってネズミにされた。
ウォルフカイザー
次期天魔界女王である娘の将来を案じ、ノアが決めた婚約者。実はマリアやロココより年上だが、マリアの幼少時に封印されていたため、外見と実年齢が昔のままの姿で復活した。利益主義で当初は利益目的のために近づいたが、次第にマリアを愛するようになった。幼少時に両親を失い孤児となるが、親同士が親しかったエリスレアの家へ養子に迎えられた過去があり、母という存在に憧れている。好物はバナナたっぷりのパフェ。
エリスレア
ノアの秘書官でマリアの元目付け役、カイザーの義妹。ワルキューレ3魔女の一人。薬の調合に長け、部屋にはさまざまな薬品が並べられている。天魔界側で、マリアとロココの関係を理解する数少ない人物の一人。好物はたこ焼き。

### 天聖界
スーパーゼウス
天使達の長で、ロココに次界探索を命じた。ロココとは祖父と孫であるという関係は物語後半でつけられた設定らしく、当初は原作と同じ上司と部下という立場であった。
アンジェリック
スーパーゼウスの息子でロココの父親。スーパーゼウスとロココの関係が当初と後半では違ったため、最終回間際で登場。そのため出番が少ない。英語でangelicとは「天使の」、「天使のような」という意味であり、アンジェリークの男性名詞である。
フェアリーベル
ロココの母でアンジェリックの妻。息子、夫、義父よりしっかりした賢母。

### 次界
ノアルシール
番外編『幸せの国の輪舞』の主人公。ロココとマリアの間に生まれた娘で、次界の王女。ルシファードという兄がいる。理力を持たない人々の住む異世界でクリストファー・アリエスという少年に出会い、恋心を抱き始める。本人の談によると逃げ足は神帝より早いらしく、ロココに似て料理が不得意。

## イメージアルバム
本作では原作者自身作詞と歌唱を手がけた曲がある。
- 原作：藤井みどり
- 発売元：ポニーキャニオン
- 収録曲目
  1. 挿入曲『Soldier Boys』
    - 作詞：松本花奈
    - 作・編曲：江口正祥
    - 唄：須藤まゆみ

  2. 挿入曲『時の流れ』
    - 作詞：斉藤勇
    - 作曲：高野富士雄
    - 編曲：河野進
    - 唄：中沢堅司

  3. BGM『Carol』
    - 作曲：高野富士雄
    - 編曲：有澤孝紀

  4. 挿入曲『ときめきのラビリンス』
    - 作詞：森由里子
    - 作・編曲：江口正祥
    - 唄：藤井みどり

  5. 挿入曲『幾千の刻』
    - 作詞：斉藤勇
    - 作・編曲：近藤敬三
    - 唄：石原慎一

  6. BGM『Only Lonely』
    - 作曲：飛鳥涼
    - 編曲：有澤孝紀
    - CHAGE and ASKAの『オンリー・ロンリー』のインストゥルメンタルアレンジ。

  7. BGM『絆-kizuna-』
    - 作・編曲：近藤敬三

  8. ドラマ『愛の泉』
  9. 挿入曲『会いたくて…』
    - 作詞：松本美保
    - 作曲：高野富士雄
    - 編曲：有澤孝紀
    - 唄：須藤まゆみ

  10. ドラマ『幸せをさがしに』
  11. 挿入曲『Stelluar-ステルラ-』
    - 作詞：藤井みどり
    - 作曲：山本拓己
    - 編曲：加藤実
    - 唄：藤井みどり

### キャスト
- ヘッドロココ - 竹村拓
- ワンダーマリア - 島本須美
- 愛然かぐや - 横沢啓子（現・よこざわけい子）
- 女神セシール - 井上喜久子
- ウォルフカイザー - 神谷明
- キャロル - 渡辺菜生子
- ノア - 勝生真沙子
- ヤマト神帝 - 田中真弓
- アリババ神帝 - 伊倉一寿（現・伊倉一恵）
- 神帝ピーター - 安達忍

少年向けである本家『ビックリマン』と声がかぶらないよう、できるだけ収録当時までに放映していた『ビックリマン』のメインキャストははずしている。